# Nati nel 1223
| Questa pagina contiene informazioni ricavate automaticamente dalle voci biografiche con l'ausilio del template Bio e di un bot. L'aggiornamento è periodico e automatico e ricostruisce completamente la pagina. Se manca una persona in questa lista, sei pregato di non aggiungerla, ma accertati piuttosto che la sua voce biografica contenga il template Bio e che i dati anagrafici siano correttamente compilati. Se il template Bio manca, inseriscilo tu stesso o, in alternativa, metti l'avviso {{tmp\|Bio}} che ne segnala la mancanza. Se i dati riportati sono sbagliati, correggi direttamente la voce biografica; le modifiche saranno visibili in questa lista entro pochi giorni. Per chiarimenti vedi il progetto biografie. La lista contiene solo le 8 persone che sono citate nell'enciclopedia e per le quali è stato implementato correttamente il template Bio. Pagina aggiornata al 10 ago 2025. |

- 25 gennaio - Matilde de Lacy, nobile britannica
- 18 marzo - Elena di Brunswick-Lüneburg, principessa († 1273)
- Beatrice di Savoia, principessa italiana († 1259)
- Federico di Castiglia, principe spagnolo († 1277)
- John FitzAlan, VI conte di Arundel, nobile inglese († 1267)
- Jutta di Sassonia, regina danese († 1267)
- Michele VIII Paleologo, imperatore bizantino († 1282)
- Francesco Ronci, cardinale italiano († 1294)